# Мірошниченко Віктор Миколайович
Віктор Миколайович Мірошниченко (15 квітня 1937, Нечаяне, Миколаївська область, Українська РСР, СРСР — 23 листопада 1987, Київ, Українська РСР, СРСР) — український актор театру і кіно, заслужений артист Чуваської АРСР, заслужений артист Української РСР, народний артист Української РСР, член Спілки кінематографістів України.

## Життєпис
Народився Віктор Мірошниченко 15 квітня 1937 р. у с. Нечаяне Миколаївської області в селянській родині. Закінчив Одеське театральне художньо-технічне училище у 1956 році та Київський державний інститут театрального мистецтва ім. І. Карпенка-Карого у 1964.
Віктор Мірошниченко у 1964—1974 роках працював в Чернігівському музично-драматичному театрі ім. Т. Г. Шевченка. З 1964 р. — актор Київської кіностудії ім. О. П. Довженка. У 1974—1976 роках — актор Донецького музично-драматичного театру імені Артема.
Помер 23 листопада 1987 р. в Києві, похований на міському цвинтарі «Берковеці».

## Фільмографія
Акторські кінороботи:
- «Юнга зі шхуни „Колумб“» (1963, Левко)
- «Наш чесний хліб» (1964, шофер, член керівництва та механізатор Степан («Шестєрьонка»)
- «Немає невідомих солдатів» (1965)
- «На Київському напрямку» (1967, Павло)
- «Анничка» (1968, епіз.)
- «Дума про Британку» (1969, Мамай)
- «Важкий колос» (1969, Стороженко)
- «Сеспель» (1970, Федір Покришкін)
- «Ні дня без пригод» (1971, директор)
- «Інспектор карного розшуку» (1971, Білоус — роль озвучив актор П. Морозенко)
- «Будні карного розшуку» (1973, Білоус — роль озвучив актор П. Морозенко)
- «В бій ідуть тільки „старики“» (1973, комполка)
- «Гуси-лебеді летять» (1974)
- «Дивитися в очі» (1975)
- «Канал» (1975)
- «Це було в Міжгір'ї» (1975, Семен Лодиженко)
- «Щедрий вечір» (1976, Панас)
- «Ати-бати, йшли солдати...» (1976, старшина Гарбузенко)
- «Тачанка з півдня» (1977, епіз.)
- «Єралашний рейс» (1977, матрос)
- «Дипломати мимоволі» (1977, Верет)
- «Талант» (1977)
- «Квартет Гварнері» (1978)
- «Любаша» (1978)
- «Незручна людина» (1978)
- «Підпільний обком діє» (1978)
- «Пробивна людина» (1979, голова міськвиконкому)
- «Дударики» (1979, уповноважений НК)
- «Багряні береги» (1979, Сарнецький)
- «Мій генерал» (1979)
- «Ти тільки не плач» (1979)
- «Розколоте небо» (1979, епіз.)
- «Червоні погони» (1980, епіз.)
- «Віщує перемогу» (Горпенко)
- «Візит у Ковалівку» (1980, Любомир Козачина)
- «Платон мені друг» (1980, Іван Чебрець)
- «Чекаю і сподіваюсь» (1980, епіз.)
- «Ти повинен жити» (1980, епіз.)
- «Депутатський час» (1980)
- «Під свист куль» (1981, Божидар)
- «Танкодром» (1981, Заруба)
- «Високий перевал» (1981, Чалій)
- «Син полку» (1981)
- «Житіє святих сестер» (1982, епіз.)
- «Ще до війни» (1982, епіз.)
- «Гонки по вертикалі» (1982)
- «Стратити не представляється можливим» (1982, епізод)
- «Подолання» (1982)
- «Жіночі радощі й печалі» (1982)
- «Сімейна справа» (1982)
- «Три гільзи від англійського карабіна» (1983)
- «Комбати» (1983)
- «Климко» (1983)
- «Двічі народжений» (1983)
- «Справа для справжніх чоловіків» (1983)
- «Вовча яма» (1983)
- «Звинувачення» (1984)
- «Добрі наміри» (1984)
- «Осінні ранки» (1985)
- «Батальйони просять вогню» (1985)
- «Міст через життя» (1986)
- «Мама, рідна, любима...» (1986)
- «До розслідування приступити» (1986)
- «Державний кордон. За порогом перемоги» (1987)
- «Випадок із газетної практики» (1987)
- «Земляки» (1988)
- «Дубровський» (1988, Харитон)
- «Грішник» (1988, епіз.) та ін.

## Нагороди
- Медалі "За освоєння цілинних земель", "У пам'ять 1500-річчя Києва"

- Звання "Заслужений артист Чуваської АРСР" (1971).

- Звання "Заслужений артист Української РСР" (1978).

- Звання "Народний артист УРСР" (1984).